# Warszawski Chór „Polonia” im. I.J. Paderewskiego
Warszawski Chór ”Polonia” im. Ignacego Jana Paderewskiego - warszawski chór o repertuarze patriotyczno-historycznym.

## Historia
Chór powstał w 1993. Założycielem i pierwszym dyrektorem artystycznym chóru był Jerzy Myrcha-Karpiński. Od stycznia 2002 roku do grudnia 2012 r. dyrygentem chóru był Wiesław Jeleń. Od listopada 2012 r. do grudnia 2013 r. chór pracował pod batutą Zuzanny Falkowskiej. W latach 2013-2014 chór współpracował z pianistą, kompozytorem, antropologiem kultury Marcinem Dominikiem Głuchem, który jako dyrygent gościnny przygotował z chórem koncerty wokalno-instrumentalne muzyki polskiej i operowej.
W styczniu 2014 r. dyrekcję chóru objął Zbigniew Szablewski.
Warszawski Chór Polonia wśród chórów amatorskich działających na terenie Warszawy i Mazowsza wyróżnia się swoim repertuarem pieśni patriotyczno-historycznych, opiewających dzieje narodu, państwa i oręża polskiego. Oprócz utworów powszechnie znanych, chór ”Polonia” wykonuje unikatowe pieśni, powstałe z dala od kraju, na zesłaniu i w obozach, zapisane i ocalone od zapomnienia przez tych, którzy przeżyli i powrócili do Polski. Chór śpiewa także pieśni sakralne i kolędy.
Chór ma na swoim koncie koncerty w salach koncertowych, kościołach i ośrodkach kultury w Warszawie, a także na terenie całego kraju. Wielokrotnie uczestniczył w konkursach i festiwalach krajowych, koncertował również za granicą: na Litwie, Ukrainie, w Niemczech, Wielkiej Brytanii, Stanach Zjednoczonych (Chicago), w Szwecji, Irlandii, Francji, Hiszpanii i Portugalii. 
W 2003 patronat nad chórem objął Marszałek woj. Mazowieckiego Adam Struzik.
Z okazji Jubileuszu 20-lecia chór został uhonorowany przez Marszałka Województwa Mazowieckiego pamiątkowym medalem Pro Masovia.
Chór jest członkiem Federacji Caecilianum, stanowiącym organizację pożytku publicznego.

## Nagrania
- Pamięć dawnych dni (2005)
- Moc przetrwania – Polskie kolędy z czasów walk, niewoli i pokoju (2006)
- Któraś wiodła… (2007)
- Czem prędzej się wybierajcie (2009)
- Kolędy: Serca ludzkie się radują! Zaśpiewajmy (2011)

## Dyrygent
- od stycznia 2014 - Zbigniew Szablewski
- od listopada 2012 do grudnia 2013 – Zuzanna Falkowska
- 2002-2012 – Wiesław Jeleń